# Ataque a la Bolsa de Valores de Pakistán
El 29 de junio de 2020, militantes del Ejército de Liberación de Baluchistán (BLA) atacaron el edificio de la Bolsa de Valores de Pakistán (PSX) en Karachi con granadas y disparando indiscriminadamente. Al menos tres guardias de seguridad y un subinspector de policía murieron, mientras que siete personas resultaron heridas durante el ataque. La policía informó que mataron a los cuatro atacantes en 8 minutos.

## Ataque
El 29 de junio de 2020, a las 10:02 de la mañana, un automóvil que transportaba a los atacantes llegó a la Bolsa de Valores de Pakistán en I. I. Chundrigar Road. A las 10:10 a. m., los cuatro atacantes fueron asesinados por las fuerzas de seguridad, según el director general de los Sindh Rangers. Según Rangers, los atacantes tenían como objetivo "no solo matar sino crear una situación de rehenes". Una vez controlado, el personal de seguridad realizó una operación de limpieza y se restableció la normalidad en la localidad en 35 minutos.
Militantes armados con rifles automáticos lanzaron una granada y luego comenzaron a disparar contra un puesto de seguridad fuera de la bolsa de valores. "Habían venido en un automóvil Corolla plateado", dijo más tarde a Reuters el jefe de policía de Karachi, Ghulam Nabi Memon.
Los guardias contraatacaron y mataron a los cuatro atacantes, dicen las autoridades, pero entre las víctimas hay agentes de policía y personal de seguridad. El director de la bolsa de valores, Abid Ali Habib, dijo que los hombres armados salieron del estacionamiento y "abrieron fuego contra todos". Los informes dicen que la mayoría de las personas lograron escapar o esconderse en habitaciones cerradas. Los que estaban dentro del edificio fueron evacuados por la puerta trasera, informó Geo News.
Un oficial de policía y tres guardias de seguridad se encontraban entre las víctimas. Entre los heridos en el ataque se encontraban tres policías, dos guardias de seguridad y un empleado de la bolsa de valores. Los heridos fueron trasladados al Hospital Civil. Se recuperaron cuatro bolsas del lugar que incluían cuatro subfusiles, granadas de mano, armas, botellas de agua y dátiles.

## Investigación
El DG Rangers Sindh, el mayor general Umar Bukhari, dijo en una conferencia de prensa que "el ataque no fue posible sin la ayuda de la agencia de inteligencia extranjera". Según los investigadores, el autor intelectual del ataque es Bashir Zeb, el comandante en jefe del BLA, que se esconde en Afganistán.
Según Raja Umar Khattab del Departamento de Lucha contra el Terrorismo (CTD), tres de los cuatro atacantes fueron identificados a través de sus huellas digitales como Salman, Tasleem Baloch y Siraj, todos los cuales eran residentes del distrito de Kech, Baluchistán. El automóvil fue comprado por Salman en una sala de exhibición ubicada en Old Sabzi Mandi en Karachi, como los registros indican que pagó en efectivo y presentó su Cédula Nacional de Identidad Computarizada, y registró la tarjeta él mismo. El automóvil estaba limpio según el registro policial. Según Khattab, los atacantes salieron del intercambio de Gharibabad de Lyari Expressway y utilizaron Mauripur Road antes del ataque. La ruta de Gharibabad a Merewether Tower fue tomada por los militantes identificados a través de geovallas completado por el CTD. Los terroristas tomaron la autopista Lyari desde Gharibabad hasta la carretera Maripur y luego desde Tower y Custom House, llegaron al edificio PSX.
Se recuperaron dos teléfonos móviles, uno de ellos un teléfono inteligente, de los militantes. Al parecer, estaban recibiendo indicaciones de alguien mediante una llamada de voz.

## Responsabilidades
Un grupo que se identificó como la "Brigada Majeed" del Ejército de Liberación de Baluchistán (BLA), una organización terrorista incluida en la lista de Pakistán, el Reino Unido y los Estados Unidos, se atribuyó la responsabilidad del ataque a través de una cuenta de Twitter. El portavoz también dijo que todos los militantes eran atacantes suicidas. Sin embargo, las afirmaciones del portavoz de BLA no pudieron ser confirmadas, y su cuenta de Twitter fue pronto suspendida.
El ministro de Relaciones Exteriores de Pakistán, Shah Mahmood Qureshi, dijo que India está activando células durmientes para interrumpir la paz en Pakistán.Mientras tanto, el Asistente Especial del Primer Ministro de Seguridad Nacional, Moeed Yusuf, dijo en un comunicado "no se equivoquen, el ataque de hoy en Karachi es terrorismo patrocinado por el estado contra Pakistán". El primer ministro de Pakistán, Imran Khan, dijo al Parlamento que "no había duda de que India está detrás del ataque", y dijo que su gabinete "sabía" durante dos meses que habría un ataque. Khan reveló que las agencias de inteligencia habían frustrado anteriormente cuatro ataques terroristas..
El Ministerio de Relaciones Exteriores de India, mientras respondía al ministro de Relaciones Exteriores de Pakistán, negó cualquier participación en el ataque y dijo que "A diferencia de Pakistán, India no duda en condenar el terrorismo en cualquier parte del mundo, incluso en Karachi".